# Skoropędek ciemnoszek
Skoropędek ciemnoszek (Sepedophilus immaculatus) – gatunek chrząszcza z rodziny kusakowatych i podrodziny skorogonków (Tachyporinae).

## Taksonomia
Gatunek opisany został w 1832 roku przez Jamesa Francisa Stephensa jako Conurus immaculatus.

## Opis
Chrząszcze o ciele długości od 3 do 3,5 mm, w całości owłosionym i drobno punktowanym. Boki pokryw pozbawione szczecinek. Piąty człon czułków wydłużony. Przedplecze i pokrywy bez zauważalnych żółtych wzorów. Czułka smoliście czarne z nasadą i wierzchołkiem żółtymi. Ciało smoliście czarne do smolistoczarno-czerwonego. Odnóża żółte.

## Ekologia
Leśny kusakowaty, znajdywany w ściółce, mchu, pod gnijącymi szczątkami roślinnymi oraz w murszejącym drewnie pni i pniaków.

## Rozprzestrzenienie
Gatunek zasiedla Europę, Kaukaz, Indie, Algierię, Tunezję, Maroko i Togo
. Występuje również w Polsce.